# Новое Село (Дмитровский городской округ)
Новое Село — деревня в Дмитровском районе Московской области, в составе сельского поселения Куликовское. Население — 20 чел. (2010). До 2006 года Новое Село входило в состав Зареченского сельского округа.

## Расположение
Деревня расположена на северо-западе района, примерно в 28 км к северо-западу от Дмитрова, на суходоле, высота центра над уровнем моря 130 м. Ближайшие населённые пункты — Раменье на юге и Караваево на юго-востоке.

## Население
| 2002 | 2006 | 2010 |
| ---- | ---- | ---- |
| 8    | ↗9   | ↗20  |